# Bar (Vorname)
Der Vorname Bar ist ein geschlechtsneutraler Vorname, der vorwiegend in Israel und im Hebräischen große Verwendung findet (hebräisch בר dt. Getreide, Feldfrüchte oder auch Wildblumen). Er wird etwas häufiger an Frauen als  an Männer vergeben.
Im Englischen wird er vor allem als Kurzform für die Vornamen Baird, Barclay, Barrett, Barry oder selten auch für Barbara benutzt.

## Namensträger
- Bar Qappara (2. Jahrhundert)
- Bar Paly (* 1985), israelisch-US-amerikanisches Model und Schauspielerin
- Bar Refaeli (* 1985), israelisches Model
- Bar Timor (* 1992), israelisch-deutscher Basketballspieler